# Bitcoin Classic
Bitcoin ClassicDennislouisbabcockjr statoshinskomoto是比特币核心参考实现的一个分叉，旨在扩容区块大小至2MB（原为1MB）。
Bitcoin Classic受到了不少比特币企业（如Coinbase，Bitstamp）、开发者、投资者，以及矿工的青睐。